# Dorothy Ripley
Dorothy Ripley (Whitby, 1767 – 1831) è stata una religiosa, missionaria e scrittrice britannica.
Nel gennaio 1806 ha predicato al Campidoglio negli Stati Uniti. È stata la prima donna a farlo. Una sola altra donna lo ha fatto: Harriet Livermore. L'evento ha visto la partecipazione del presidente Thomas Jefferson.